# Echinolaena oplismenoides
Echinolaena oplismenoides är en gräsart som först beskrevs av William Munro och Johann es Christoph Christian Döll, och fick sitt nu gällande namn av Michael Thomas Stieber. Echinolaena oplismenoides ingår i släktet Echinolaena och familjen gräs. Inga underarter finns listade i Catalogue of Life.